# Jens Kerstan

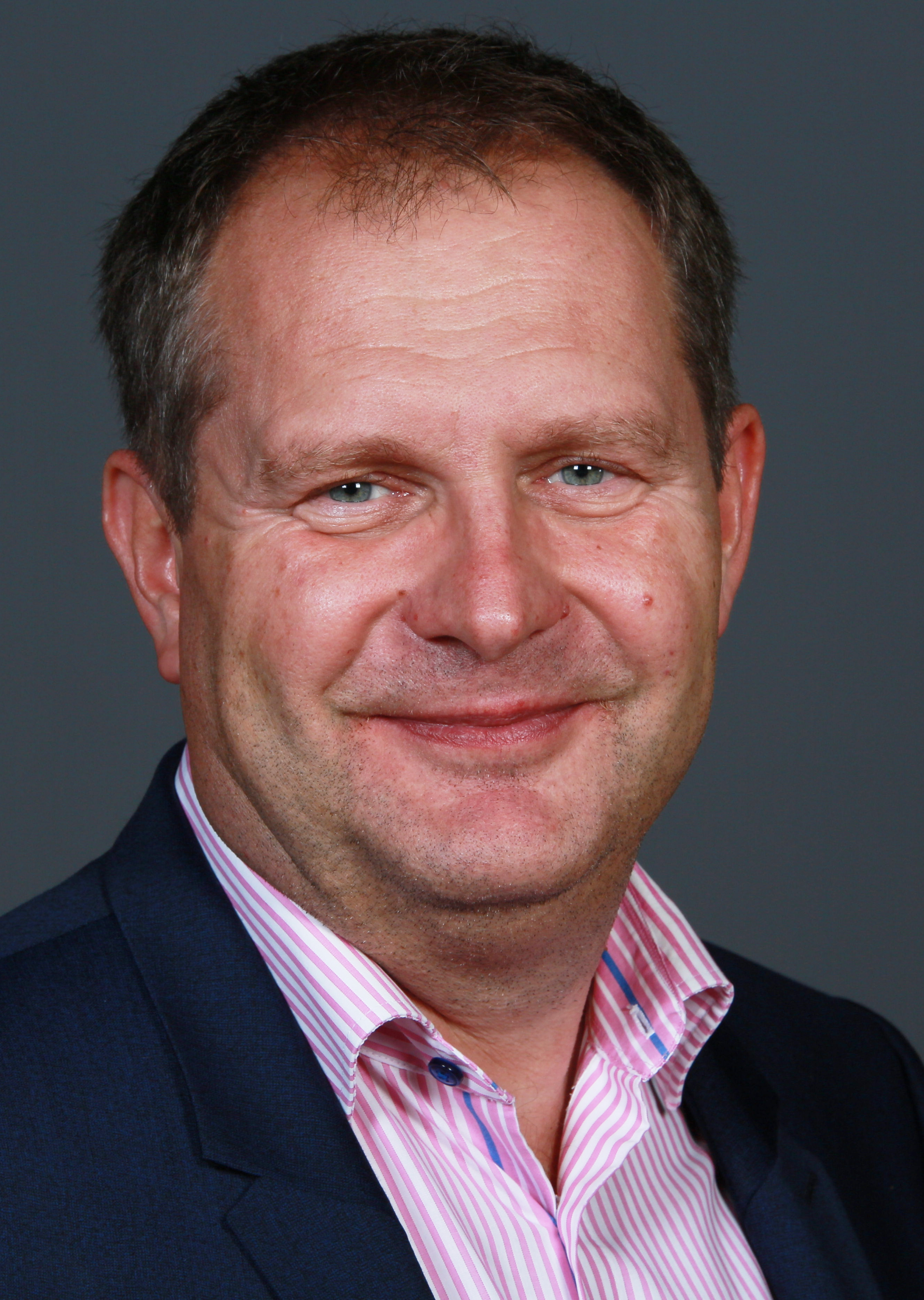
Jens Kerstan (2018)

Jens Hinrich Kerstan (* 18. Februar 1966 in Hamburg) ist ein deutscher Politiker (Bündnis 90/Die Grünen). Er war von 2015 bis 2025 Hamburger Umweltsenator.
Von 2008 bis 2015 war er Vorsitzender der Fraktion der Grünen in der Hamburgischen Bürgerschaft.

## Leben

### Ausbildung und beruflicher Werdegang
Jens Hinrich Kerstan wuchs in Hamburg-Bergedorf auf, wo er heute wieder lebt. Sein Vater Heinz Kerstan war Mitgründer der Reederei TT-Linie. 1985 machte Kerstan am Hansa-Gymnasium das Abitur.
Nach dem Zivildienst schloss er ein Studium der Volkswirtschaftslehre mit Schwerpunkt Wirtschaftspolitik, Umweltpolitik und Finanzwissenschaften an der Universität Hamburg mit dem Diplom ab. Anschließend nahm er 1995/96 an einem Traineeprogramm der Körber AG teil. 1996 bis 1998 war er Projektleiter im Marketing der Hauni Maschinenbau AG. 1998 machte er sich als Berater im Umwelt- und Entwicklungsbereich selbständig.
Von 1995 bis 2011 war Kerstan Vorsitzender des Naturschutzverbandes „Gesellschaft für ökologische Planung e. V.“ (GÖP). Er war 1999 Verhandlungsführer der Umweltverbände bei der Gründung der „Norddeutschen Stiftung für Umwelt und Entwicklung“ (NUE) und organisierte anschließend deren Errichtung.

### Politik
Kerstan ist seit 1998 Mitglied der Grünen (in Hamburg bis zur Umbenennung in Bündnis 90/Die Grünen Hamburg im Jahr 2012 Grün-Alternative Liste). Von 2001 bis 2008 war er stellvertretender Vorsitzender des Hamburger Landesverbandes der Grünen. Ab Oktober 2002 war Kerstan Mitglied der Hamburgischen Bürgerschaft. Mit der Bildung der ersten schwarz-grünen Koalition des Hamburger Senats im Mai 2008 übernahm er den Vorsitz der GAL-Bürgerschaftsfraktion. Nach dem Auseinanderbrechen der Koalition und den anschließenden Neuwahlen im Februar 2011 wurde er in diesem Amt bestätigt.
Seine inhaltlichen Schwerpunkte waren Wirtschaft und Hafen, Haushalt, Umwelt, Klimaschutz und Energie. Kerstan trat dafür ein, die Stellung des Hamburger Parlaments gegenüber dem Senat durch Professionalisierung zu stärken.
Kerstan engagierte sich ab 2012 für eine Energieversorgung in öffentlicher Hand und unterstützte die Volksinitiative „Unser Hamburg – Unser Netz“. Die Forderung Kerstans und der Hamburger nach Rekommunalisierung wurde mit einem Volksentscheid am 22. September 2013 durchgesetzt.
Bei der Bürgerschaftswahl 2015 bildeten Kerstan und Katharina Fegebank das Spitzenteam der Grünen. Kerstan errang ein Direktmandat in seinem Wahlkreis Bergedorf. Im Zuge der konstituierenden Sitzung der Bürgerschaft wurde er in seinem Amt als Fraktionsvorsitzender der Grünen bestätigt.
Mit Bildung einer rot-grünen Koalition wurde er am 15. April 2015 nach Bestätigung durch die Bürgerschaft Senator der Behörde für Umwelt und Energie im Senat Scholz II. Diese wurde als Ausgliederung aus der bisherigen Behörde für Stadtentwicklung und Umwelt neu geschaffen. Sein Bürgerschaftsmandat ruhte seither. Den Posten des Senators für Umwelt und Energie hatte Kerstan auch im ab dem 28. März 2018 regierenden Senat Tschentscher I inne.
Bei der Bürgerschaftswahl 2020 gelang Kerstan erneut der Einzug in die Hamburgische Bürgerschaft. Sein Mandat ruhte weiterhin während seiner Amtszeit als Senator.
Im Zuge der Fortführung der rot-grünen Koalition wurde Kerstans Behörde mit der Bildung des Senats Tschentscher II am 10. Juni 2020 zusätzlich der Bereich der Agrarpolitik aus der Wirtschaftsbehörde zugeordnet. Er führte seither eine erweiterte Behörde für Umwelt, Klima, Energie und Agrarwirtschaft (BUKEA).
Bei der Bürgerschaftswahl 2025 kandidierte Kerstan nicht erneut. Er schied am 7. Mai 2025 aus dem Senat aus.
In seiner Amtszeit war Kerstan unter anderem für die Rekommunalisierung der Energienetze und die Neuausrichtung der Hamburger Energiepolitik zuständig. Er stellte ein Konzept zum Ersatz des Kohleheizkraftwerks in Wedel vor und warb für eine klimafreundliche Fernwärmeversorgung nach dem Rückkauf des Hamburger Fernwärmenetzes. Kerstan befürwortete den vollständigen Kohleausstieg bis spätestens 2030 sowie die Einführung einer sozialverträglichen CO2-Steuer. Als erster Landesminister setzte sich Kerstan in der Dieselaffäre zudem für eine Hardware-Nachrüstung und die Abschaffung des Dieselprivilegs ein. Als erste deutsche Kommune ordnete Hamburg 2018 auf sein Geheiß als Senator hin Durchfahrtsbeschränkungen für Dieselfahrzeuge zur Luftreinhaltung an.